# Descend
Descend war eine griechische Death- und Thrash-Metal-Band aus Athen, die im Jahr 1989 unter dem Namen Epidemic gegründet wurde und sich ca. 1998 wieder auflöste.

## Geschichte
Die Band wurde im Jahr 1989 unter dem Namen Epidemic von Schlagzeuger Dimitris Soldatos und Bassist und Sänger Jimmy Morphis gegründet. Nachdem die Band einige Lieder entwickelt hatte, folgten die ersten Auftritte, darunter auch ein Auftritt als Vorband für Sacred Reich in Athen im Jahr 1990. Im Jahr 1991 erschien mit Artificial Peace die erste EP. Danach folgten weitere Auftritte, darunter auch ein Konzert 1993 in London, ein weiteres 1993 zusammen mit Kreator und im Jahr 1994  eines in Zypern. Im selben Jahr erschien über das deutsche Label Soundphaze International Records das Album Industrial. Im Jahr 1996 kam Nick Laskos als Gitarrist zur Band.
Im Jahr 1998 änderte die Band ihren Namen in Descend und Harry Kodakos kam als zweiter Gitarrist zur Besetzung. Daraufhin arbeitete die Band an neuen Liedern und unterschrieb einen Vertrag bei Black Lotus Records. Das Album Beyond Thy Realm of Throes erschien bei diesem Label im Jahr 1998. Ihren ersten Auftritt unter dem Namen Descend hielt die Band am 27. September 1998 in Athen als Vorgruppe für Death ab. Die Band hat sich inzwischen wieder aufgelöst.

## Stil
Die Band spielte unter dem Namen Epidemic klassischen Thrash Metal. Mit ihrem Namenswechsel näherte sich die Band musikalisch mehr dem Death Metal an.

## Diskografie
als Epidemic
- 1991: Artificial Peace (EP, Eigenveröffentlichung)
- 1993: Advance Tape (Demo, Eigenveröffentlichung)
- 1994: Industrial (Album, Soundphaze International Records)

als Descend
- 1998: Beyond Thy Realm of Throes (Album, Black Lotus Records)